# 松平信行
松平 信行（まつだいら のぶゆき）は、江戸時代後期の大名。出羽国上山藩7代藩主。官位は従五位下・山城守、安房守。藤井松平家嫡流13代。

## 生涯
寛政2年（1790年）9月15日、美作国津山藩主・松平康哉の五男として誕生した。文化2年（1805年）に上山藩6代藩主・松平信愛が早世した際、その養子として跡を継いだ。同年12月16日に叙任する。手当米を増額し、先代から続いていた家臣間の対立を鎮めた。
文化6年（1809年）、学問を奨励して藩校・天輔館（1840年に「明新館」に改名）を設立した。天保2年（1831年）10月9日、病気を理由に長男の信宝に家督を譲って隠居した。42年後の明治6年（1873年）12月13日に死去した。享年84。

## 系譜
子女は7男7女
父母
- 松平康哉（実父）
- お盛（実母） - 柴田久悦の娘、側室
- 松平信愛（養父）

正室、継室
- 松平信愛の養女、松平信亨の娘（正室）
- 青山忠講の娘（継室）

側室
- 三橋氏

子女
- 松平信宝（長男） 生母は三橋氏
- 松平信有
- 松平信貞
- 松平信睦
- 松平信訥
- 由 - 田村邦顕継室
- 五島盛成正室、後に松平信順正室
- 松平信幹正室